# Fritz von Warnstedt
Friederich "Fritz" Carl von Warnstedt (13. februar 1750 på Ejdet, Nordfjord, Norge – 5. september 1811 på Løjtmark) var en dansk forstmand, bror til Hans Wilhelm von Warnstedt.

## Baggrund
Han var søn af kaptajn i Bergenhusiske Infanteriregiment Johan Ludvig von Warnstedt (1706-1755), der 1741 var blevet degraderet, fordi han uden sine foresattes samtykke havde ægtet en borgerlig pige Ingeborg Marie Ebio (1715-1764), en præstedatter fra Holsten. Fritz Warnstedt mistede allerede 5 år gammel sin fader, der druknede i Frederiksholms Kanal og efterlod hustru og børn i de trangeste kår.

## Del af inderkredsen omkring kong Christian VII
Den faderløse Warnstedt blev ligesom broderen gennem deres onkel Christoph Ernst von Beulwitz og med støtte fra J.H.E. Bernstorff og Adam Gottlob Moltke ansat i kongens tjeneste. Som den yngste anbragtes han, kun syv år gammel, som page hos Frederik V, og efter dennes død blev Warnstedt 1766 1. page hos Christian VII. Han var tidligt og sent om ham og stod i høj gunst hos kongen. Udnævnt til kammerpage fulgte han Christian VII på dennes udenlandsrejse 1768-69 og udøvede en gunstig indflydelse på kongen. "siden Haag forlader jeg kongen ... hverken dag eller nat. Min seng bliver overalt sat tæt ved hans," hedder det i et brev, og hans daglige to rigsdaler i tærepenge blev med tilbagevirkende kraft forhøjet til fire. Under opholdet i London søgte han selskab med de ældre rejsefæller Helferich Peter Sturz og Johann Friedrich Struensee. Warnstedt udvidste stor interesse for kunst og litteratur, og han nævner i sine breve bl.a. et besøg hos maleren Angelica Kauffmann. Ikke overraskende kom Warnstedt på kollisionskurs med kongens tidligere favorit, grev Conrad Holck, der efter hjemkomsten søgte at fortrænge ham ved at få ansat Frederik Hauch som kammerpage. Warnstedt bevarede imidlertid kongens tillid, blev kammerjunker 1769 og 8. maj 1770 kammerherre og chef for kongens rejsestald. Warnstedt blev sommeren samme år en del af inderkredsen omkring den skrøbelige konge. Han bidrog til den muntre og musikalske underholdning, og i følgeskab med Struensee ledsagede han Christian VII og Caroline Mathilde til mødet med dronningens mor i Lüneburg.

## Afsked fra hoffet
1771 i februar blev han overraskende afskediget med en høj pension. Formentlig mistænkte dronningen ham for at have en dårlig indflydelse på kongen. Han indtrådte derefter som løjtnant og kyrasser i Danske Livregiment, men opholdt sig i sommeren 1771 ved hoffet. Hans afskedigelse viste sig at være heldig, da Struensees ophørte, for Warnstedt blev derfor ikke betragtet som en del af Struensees netværk.

## Forstmand
Kort efter Struensees fald forlod han militærtjenesten og berejste 1773-76 Tyskland, Schweiz og Italien for at studere forstvidenskab. 1776 udnævntes han til jægermester i Rendsborg og Steinburg Amter og Søndre Ditmarsken og forflyttedes 1780 i samme egenskab til 2. slesvigske distrikt. 1782 fik han Det hvide Bånd og 1808 titel af først gehejmeråd og senere samme år gehejmekonferensråd.
C.D.F. Reventlow betegner ham 1796 som den mest kundskabsrige forstmand blandt de kongelige jægermestre. Warnstedt kom 1796 i besiddelse af godserne Løjtmark og Espenæs ved Slien. Han døde 5. september 1811. I sine efterladte dagbøger og breve viser Warnstedt sig som en fremragende, åndeligt interesseret mand.
Han var 25. oktober 1776 blevet gift på Rundtoft med Johanna Wilhelmina Friderica Rumohr (11. november 1757 på Rundtoft – 22. juni 1827 på Espenæs), datter af landråd Christian August Rumohr til Rundtoft, Drült og Gross Steinrade (1721-1775) og Charlotte Amalie f. komtesse Ahlefeldt (1729-1803).
Han er begravet i Karby Kirke.